# 하야카와 나가마사
하야카와 나가마사(일본어: 早川長政, 생몰년 미상)는 아즈치모모야마 시대부터 에도 시대 전기의 무장, 다이묘이다.